# 岸本温泉
岸本温泉（きしもとおんせん）は、鳥取県西伯郡伯耆町大殿にある温泉。

## 泉質
- アルカリ性単純温泉
  - 泉温　41℃
- 地下1500メートルから湧出している。

## 温泉地
米子市との境付近の国道181号から少し逸れた道路沿いに日帰り温泉施設「ゆうあいパル」が存在する。
内部にはフィットネススタジオも入居している。山陰でも珍しい冷凍サウナが設置されている。

## 歴史
- 2002年（平成14年）- 開業。

## アクセス
- JR山陰本線・境線米子駅より、バスで日野方面行で15分。バス停「殿河内」下車。

- 米子自動車道大山高原スマートICより、車で10分。